# Alexandre d'Écosse (1264-1284)
Alexandre d'Écosse (né à Jedburgh le 21 janvier 1264 - mort à Lindores le 28 janvier 1284) fut prince héritier du royaume d'Écosse.

## Biographie
Alexandre est le fils ainé du roi Alexandre III d'Écosse et de sa première épouse Marguerite d'Angleterre. Il naît à Jedburgh le 21 janvier 1264. Il épouse, à Roxburgh le 15 novembre 1282, Marguerite, fille de Guy de Dampierre, comte de Flandres, mais le jeune prince meurt sans descendance à l'abbaye de Lindores dans le Fife le 28 janvier 1284 et est inhumé dans la nécropole royale de l'abbaye de Dunfermline. Sa veuve se remarie vers 1290 avec Renaud Ier de Gueldre et meurt vers 1330.